# Nightmare at Crack Axle Canyon
Nightmare at Crack Axle Canyon (eerder Starchaser en Nightmare At Phantom Cave) was tot 2008 een stalen en volledig overdekte achtbaan in Great Escape & Splashwater Kingdom. De baan stond oorspronkelijk in Beech Bend Park en was gebouwd door Anton Schwarzkopf. Het was een baan van het model Jet Star I.

## Geschiedenis en verplaatsingen
De baan werd oorspronkelijk gebouwd in Beech Bend Park onder de naam Starchaser. Het bouwjaar is onbekend. Deze was daar tot 1984 in werking. 
Na een verplaatsing heropende Kentucky Kingdom de achtbaan drie jaar later onder dezelfde naam, in 1987. In 1995 werd hij opnieuw afgebroken en verhuisd naar het attractiepark  Darien Lake. Daar werd hij in 1996 opnieuw in gebruik genomen onder de naam Nightmare At Phantom Cave. Daar heeft hij gestaan tot 1998. In 1999 kwam de achtbaan terecht in Great Escape & Splashwater Kingdom, weer onder een nieuwe naam: Nightmare at Crack Axle Canyon. Daar bleef hij operationeel tot 2006. In 2007 was de baan niet meer in gebruik en bleef hij staan als SBNO, waarop hij in 2008 werd afgebroken en verwijderd uit het park.
Gesloten achtbanen: Chang · Greezed Lightnin' · Roller Skater · T² · Thunder Run · Stormchaser

Eerder gesloten en weggehaald: Road Runner Express · Starchaser · Vampire